# إيثيو تيليكوم
إيثيو تيليكوم ، المعروفة سابقًا باسم شركة الاتصالات الإثيوبية (ETC)، هي شركة خدمات اتصالات متكاملة في إثيوبيا، تقدم خدمات الإنترنت والهاتف. شركة إيثيو تيليكوم مملوكة للحكومة الإثيوبية وتحتكر جميع خدمات الاتصالات في إثيوبيا. يقع مقرها في أديس أبابا، وهي واحدة من مجموعة «الكبار-الخمسة» للشركات المملوكة للدولة في إثيوبيا، إلى جانب الخطوط الجوية الإثيوبية، والبنك التجاري الإثيوبي، والتأمين الإثيوبي، وخطوط الشحن الإثيوبية.
تمت إدارة إيثيو تيليكوم ، بموجب ترتيب عقد إدارة من 2010 إلى 2013 يونيو، بواسطة فرانس تيليكوم، وكان مطلوبًا منها الامتثال لطلبات الحكومة الإثيوبية. وقالت الحكومة أنها استعانت بمصادر خارجية للإدارة لأن الشركة لم تكن قادرة على تلبية مطالب الدولة سريعة النمو. وقالت أيضا إن خدمات الاتصالات لن يتم خصخصتها، على الأقل ليس في المستقبل القريب. تحقق الشركة إيرادات تزيد عن 300 مليون دولار للحكومة الإثيوبية، وقد أطلق عليها رئيس الوزراء السابق هايلي مريام ديسالين لقب «بقرة نقدية».

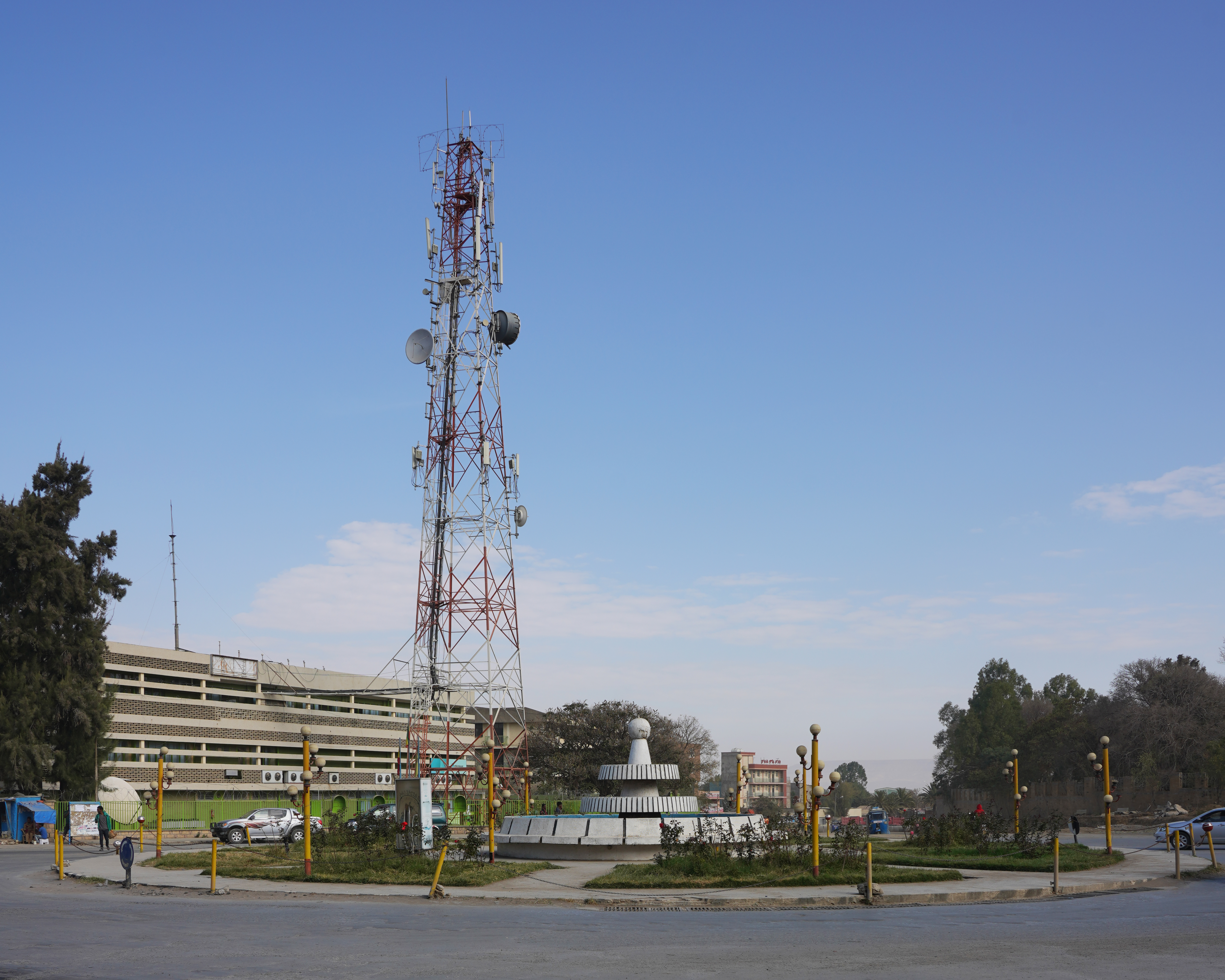
مبنى إيثيو تيليكوم وسارية الهوائي في ميكيلي

## روابط خارجية
- موقع شركة الاتصالات الاثيوبية
- تغطية GSM